# بالدون
بالدون (به آلمانی: Baldohn) شهرکی در لتونی با جمعیت ۲٬۳۹۹ نفر است که در Baldone municipality واقع شده‌است.